# Natty Dread
Natty Dread — студийный альбом ямайской рэгги-группы Bob Marley & The Wailers, вышедший в 1974 году. Это первый альбом без Питера Тоша и Банни Уэйлера и, соответственно, первый альбом коллектива Bob Marley & The Wailers. Также это первый альбом с участием женского трио I Threes, в который входила жена Марли, Рита.
Natty Dread занял 44-ю позицию в Billboard's Black Albums, 92-ю позицию в рейтинге Billboard's Pop Albums.
В 2003 году альбом занимает 181-ю позицию в списке 500 величайших альбомов всех времён по версии журнала Rolling Stone.

## Список композиций

### Оригинальное издание
Сторона А
1. «Lively Up Yourself» (Боб Марли) – 5:29
2. «No Woman, No Cry» (Винсент Форд) – 4:06
3. «Them Belly Full (But We Hungry)» (Lecon Cogill, Карлтон Барретт) – 3:10
4. «Rebel Music (3 O'Clock Roadblock)» (Эштон Барретт, Хью Пирт) – 6:40

Сторона Б
1. «So Jah Say» (Рита Марли, Вилли Франциско) – 4:25
2. «Natty Dread» (Рита Марли) – 3:33
3. «Bend Down Low» (Боб Марли) – 3:10
4. «Talkin' Blues» (Lecon Cogill, Карлтон Барретт) – 4:06
5. «Revolution» (Боб Марли) – 4:20

### CD-версия
Сведение первого CD-издания несколько отличается от винилового издания 1974 года.
1. «Lively Up Yourself» (Боб Марли) – 5:11
2. «No Woman, No Cry» (Винсент Форд) – 3:46
3. «Them Belly Full (But We Hungry)» (Lecon Cogill, Карлтон Барретт) – 3:13
4. «Rebel Music (3 O'Clock Roadblock)» (Эштон Барретт, Хью Пирт) – 6:45
5. «So Jah Seh» (Рита Марли, Вилли Франциско) – 4:27
6. «Natty Dread» (Рита Марли, Alan Cole) – 3:35
7. «Bend Down Low» (Боб Марли) – 3:22
8. «Talkin' Blues» (Lecon Cogill, Карлтон Барретт) – 4:06
9. «Revolution» (Боб Марли) – 4:23
10. «Am-A-Do» (Боб Марли) (бонус) – 3:20

## Участники записи
- Боб Марли – ритм-гитара, вокал
- Эштон Барретт – бас-гитара
- Карлтон Барретт – ударные, перкуссия
- Бернард Харви – клавишные, орган
- Эл Андерсон – соло-гитара
- I Threes – бэк-вокал